# Crapatalus novaezelandiae
Crapatalus novaezelandiae is een straalvinnige vissensoort uit de familie van zuidelijke zandvissen (Leptoscopidae). De wetenschappelijke naam van de soort en van het geslacht Crapatalus werd voor het eerst geldig gepubliceerd in 1861 door Albert Günther. Zoals de soortnaam aangeeft, werd de soort ontdekt in Nieuw-Zeeland.